# Кастел ди Јудика
Кастел ди Јудика је насеље у Италији у округу Катанија, региону Сицилија.
Према процени из 2011. у насељу је живело 1754 становника. Насеље се налази на надморској висини од 461 м.